# Rhyacophila meridionalis
Rhyacophila meridionalis là một loài Trichoptera trong họ Rhyacophilidae. Chúng phân bố ở miền Cổ bắc.